# Actihema hemiacta
Actihema hemiacta är en fjärilsart som beskrevs av Edward Meyrick 1920. Actihema hemiacta ingår i släktet Actihema och familjen vecklare. Inga underarter finns listade i Catalogue of Life.